# Zon (Burkina Faso)
Pour les articles homonymes, voir Zon.
Zon est une localité du département du Bourzanga, dans la province de Bam, dans le Centre-Nord, au Burkina Faso. 

## Population
Lors du recensement de 2006, on y a dénombré 1 497 habitants. 